# Battle.net
Battle.net est une plate-forme Internet, créée fin novembre 1996, permettant aux joueurs de s’affronter en temps réel sur les jeux vidéo de la société Blizzard Entertainment. Comme son concurrent GameSpy, il s’agit d’un serveur d’entrée (en anglais : Lobby server) permettant aux joueurs de se rencontrer, de pouvoir consulter la liste des parties en cours ou à venir et de se joindre à elles. Battle.net n’héberge pas directement les parties (à l’exception des parties de Diablo II en mode « fermé » ou « royaume », ou pour Diablo III).

## Historique
Le principe de Battle.net est imaginé par Blizzard Entertainment en 1996, soit six mois avant la sortie de Diablo, avec l’idée de reprendre le système de réseau local utilisé pour Warcraft II: Tides of Darkness tout en donnant aux joueurs un endroit où ils pourraient se retrouver et jouer les uns contre les autres. Le projet soulève rapidement un certain enthousiasme au sein du studio, poussant les développeurs à intégrer un mode de jeu multijoueur dans Diablo alors que celui-ci n’est au départ pas prévu. À l’époque, plusieurs sociétés proposent déjà un système similaire mais payant et Blizzard décide de proposer ce service gratuitement.
Le service est mis en ligne fin 1996 pour la sortie de Diablo et ne permet au départ que de discuter avec d’autres joueurs et de rechercher un match. Début 1997, le succès de Diablo est tel que dans un premier temps, les serveurs Battle.net sont surchargés et ne parviennent pas à gérer l’importante affluence de joueur souhaitant profiter du mode en ligne du jeu. Grâce au succès de StarCraft en 1998, Battle.net s’établit comme l’une des plates-formes de jeu en ligne les plus populaires, sa fréquentation ayant augmenté de plus de 800 % entre la sortie du jeu et février 1999. Le service compte alors plus de deux millions d’utilisateurs actifs et des pics à 50 000 utilisateurs connectés simultanément.

## Accessibilité
Battle.net est un service très populaire et quasi-incontournable dans l’univers des jeux Blizzard qui sont souvent orientés multijoueur et conçus pour exprimer leur plein potentiel au sein d’une communauté de joueurs. Plusieurs dizaines (voire centaines) de milliers de parties se jouent 24 h/24 à travers le monde, tous jeux confondus. L’accès à cette plate-forme et la création d'un compte est gratuite depuis l'arrivée de jeux gratuit à l'achat sur la plate-forme (Hearthstone, Heroes of the Storm et depuis la gratuité de StarCraft ou celle du mode multijoueur de StarCraft II et de sa première campagne, StarCraft 2: Wings of Liberty) ; la plupart des jeux de Blizzard Entertainment y sont supportés (voir la liste des jeux supporté ci-dessous), moyennant l’acceptation des clauses d’un contrat d’utilisation.
Lorsqu’un compte est créé, celui-ci permet de se connecter également au forum officiel (voir la section dédiée ci-dessous), le compte est lié à l’emplacement géographique de serveurs / passerelles (les noms de serveurs sont : Asia (ce serveur a pendant de longues années été subdivisé et suffixé pour Diablo II : Asia I, II, III jusqu’à leur fusion dans le courant des années 2010), Europe, US East, US West), et est commun pour tous les jeux supportés, à l’exception de Warcraft III (qui utilise une liste alternative de noms de serveurs : Kalimdor, Northrend, Azeroth, Lordaeron ; ces noms correspondent à des continents ou régions du monde de Warcraft avec ses différents serveurs de World of Warcraft ).
Pour jouer sur un serveur localisé dans une autre zone géographique, il faut créer un compte distinct. Cette séparation géographique a été introduite dans le but de réduire la latence subie par les joueurs, et ne se veut nullement restrictive (un joueur vivant en Europe peut jouer sur un serveur localisé aux États-Unis, et vice-versa).
Malheureusement, ces avantages sont aussi devenus des inconvénients car beaucoup de pirates (hackers), robots et autres fraudeurs viennent nuire au plaisir de jouer. Néanmoins, Battle.net fait tout, selon les dires de Blizzard Entertainment, pour réduire ce phénomène de piratage, et prend (ce qui est avéré) des mesures sévères, comme la fermeture ou le bannissement temporaire (voire définitive) des comptes incriminés.
Un joueur peut créer autant de comptes (anonymes) qu’il le désire sur les différents serveurs (zones géographiques), s’il le désire, il peut également lier une adresse électronique à chacun de ses comptes, ce qui lui permet d’accéder à certaines options telles la récupération de mot de passe en cas de perte, il a également la possibilité de recevoir et d’envoyer des courriels à d’autres joueurs par l’intermédiaire de la plate-forme de jeu, sans pour autant révéler aux autres joueurs la moindre adresse électronique, ni connaître la leur ; néanmoins cette option nécessite d’une part l’enregistrement d’une adresse électronique valide par chaque joueur désirant contacter et être joignable par d’autres joueurs, mais également d’avoir activé une option autorisant aux « amis mutuels » de se contacter via la commande /mail (option fort utile lorsqu’un compagnon de jeu n’est pas connecté à Battle.net). Néanmoins cette option est quelque peu bridée par la taille maximale de la liste d’amis, c’est-à-dire maximum 25 comptes, et également par le fait que par défaut l’option est désactivée, et probablement peu connue de la plupart des joueurs. L’évolution du réseau sera telle que ce nombre sera plus tard fortement augmentée pour les jeux intégrés à la nouvelle plate-forme (jusqu’à 200 dans le courant des années 2010), en revanche Diablo II reste pour l’heure sur l’ancienne plate-forme.

## Forum officiel de Battle.net
L’accès aux différentes sections du forum officiel est généralement libre (la lecture d’un forum ne nécessite que très rarement la connexion à un compte, par exemple durant certaines phases bêta de jeux en développement), en revanche pour poster un message dans une des sections du forum officiel, il faut à la fois un compte valide, et avoir acheté le jeu concerné (si payant) par la section désirée. Des informations anonymes concernant les intervenants seront fournies en fonction du jeu et de la passerelle (ou royaume) utilisés lors de leur connexion au forum, par exemple le nom de compte utilisé, le royaume ou la passerelle de connexion, et dans le cas d’un compte Warcraft III, le niveau du joueur et son éventuelle appartenance à un clan.
La mouture actuelle du forum Battle.net permet d’ignorer tous les messages d’un joueur, de rechercher tous les messages d’un joueur. Les interventions d’employés de Blizzard Entertainment sont marquées d’un logo spécifique, la plupart des employés qui postent des messages sur le forum officiel disposent d’un avatar unique qui leur est spécifique. Le forum permet de facilement trouver les messages de représentants officiel de Blizzard Entertainment. Elle offre également un meilleur système de prévention du spam par rapport aux moutures précédents (les intervenants ne peuvent poster plus d’un certain nombre de messages par période établie par le système, un décompte leur signalant combien de temps ils doivent encore attendre avant de pouvoir poster un nouveau message, de plus un système de type captcha, c’est-à-dire qu’il faut pour poster ou éditer un message introduire 6 à 8 caractères montrés sur une image permet d’éviter que des bots puissent poster un grand nombre de messages, en utilisant des comptes distincts pour contourner la restriction temporelle, la mouture précédente du forum ayant très régulièrement subi des attaques de type flood massif, c’est-à-dire plusieurs milliers de messages postés à la chaîne).

### Événement juillet 2010
Blizzard annonce la fin de l’anonymat sur ses forums consacrés à leurs jeux. Cette annonce provoque une levée de boucliers de la communauté sur un point qu’il[Qui ?] estime être une atteinte à leurs libertés.
À la suite de cela, Blizzard revient « pour l’instant » sur sa décision de mettre fin à l’anonymat sur ses forums officiels.

## Évolution
À la suite des annonces de développement de StarCraft II et Diablo III, Blizzard Entertainment a annoncé que ces nouveaux titres seront jouables sur une nouvelle version de Battle.net offrant de nouvelles fonctionnalités, dont la teneur exacte n’a pas encore été révélée, à l’avenir tous les nouveaux comptes utilisateurs seront identifiés par une adresse électronique enregistrée par les joueurs. Néanmoins cette fusion (qui englobera à terme les comptes utilisateurs pour le MMORPG World of Warcraft) ne semble pas concerner les anciens jeux jouables sous la première version de Battle.net, laquelle sera dorénavant nommée Battle.net classic.
Blizzard Entertainment désire par ce biais faciliter la communication entre les joueurs des différents titres de la société.
Contrairement aux comptes classiques de Battle.net, ceux-ci ne sont pas anonymes, de plus la licence d’utilisation proscrit le partage d’un compte avec d’autres utilisateurs. Chaque joueur au sein d’une famille devra dès lors créer un compte qui lui est propre (à l’exception des mineurs d’âge pour lesquels une clause spécifique existe).
À l’occasion du salon BlizzCon 2009, de nombreuses informations sur ce qu’offrira la nouvelle mouture de Battle.net ont été révélées.
D’après l’aperçu des nouvelles fonctionnalités de Battle.net, tel qu’accessible aux testeurs de la version bêta, ce réseau permet d’étendre la liste d’ami à 100 comptes en lieu et place des 25 de la version classique de Battle.net, c’est-à-dire celle disponible dans les jeux antérieurs à StarCraft II. Le nouveau réseau fait la distinction entre deux catégories d’amis :
- d’une part, les comptes ajoutés librement, c’est-à-dire sans nécessiter l’acceptation de la part de la personne détentrice du compte ajouté à la liste d’amis, il est néanmoins nécessaire de connaître le pseudonyme du compte StarCraft II ainsi que l’identifiant numérique qui lui a été attribué, ou à défaut, de cliquer droit sur son pseudonyme pour l’ajouter via l’interface utilisateur ;
- d’autre part, les amis « Nom Réel »[9], qui doivent donner leur accord avant que l’ajout dans une liste d’amis devienne effectif.

Dans le second cas, quel que soit le jeu de Blizzard auquel le joueur se connecte, l’ami qui aura obtenu le consentement sera en mesure de voir à quel jeu son ami est connecté, et pourra le contacter même en étant connecté à un autre jeu de la société. De plus, l’identité du joueur telle qu’enregistrée lors de la création du compte Battle.net sera indiquée dans la liste d’ami, ainsi que la date de dernière connexion à Battle.net. L’ajout dans la liste d’ami se base sur l’adresse e-mail ayant servi à créer le compte Battle.net.
Un système de conversion audio en ligne intégré aux jeux est également de mise, à l’instar de World of Warcraft, offre de nombreux avantages par rapport à une solution de chat vocal non intégré :
- permet de discuter avec n’importe quel joueur présent sur le réseau, pour autant qu’il accepte l’invitation ;
- permet de discuter avec les amis connectés, y compris lorsqu’ils sont connectés à l’aide d’un autre jeu de Blizzard, dans ce dernier cas, pour autant qu’il s’agisse d’amis Nom réel ;
- permet de discuter dans une partie, avec les alliés, y compris dans les parties aléatoires, sans devoir convenir d’un serveur de chat séparé ;
- l’interface utilisateur permet de facilement désactiver le chat complètement ou partiellement (son micro ou ne plus entendre l’une des personnes dans une partie ou canal de discussion) ;
- l’interface permet de savoir qui est occupé à parler ;
- offre une plate-forme commune à tous les joueurs connectés, qu’ils utilisent un PC ou un Mac ;
- etc.

Le profil utilisateur des joueurs de StarCraft II permet de stocker de façon centralisée la progression du joueur dans la campagne solo, de sorte qu’il n’est pas nécessaire de sauvegarder l’état de progression dans les missions de la campagne sur son ordinateur, ni de les conserver sur une clé USB pour les poursuivre depuis un autre ordinateur. Toutefois, ceci n’est pas nécessairement d’application pour ceux qui jouent à la campagne solo en mode déconnecté ou via un compte « invité ».
Contrairement à Battle.net classic qui était subdivisé en quatre régions, cette nouvelle mouture compte initialement sept régions : Amérique du Nord, Amérique latine, Asie du Sud-Est, Corée du Sud, Europe, Russie, Taïwan. La communication entre joueurs connectés sur des serveurs différents n’est pas encore possible, mais cette option est envisagée pour une date ultérieure non déterminée. De même, l’utilisation des forums officiels est restreinte à la région liée au compte utilisateur de chaque joueur.
À compter du 27 juillet 2011, une fusion de serveurs est opérée, de sorte que le nombre de zones distinctes est ramené à quatre : Amérique du Nord + Amérique latine ; Asie du Sud-Est ; Corée du Sud + Taïwan ; Europe + Russie.

### Spécificités relatives àStarCraftII
Dans certaines régions, les joueurs bénéficient d’une tarification particulière.

Par exemple, il est possible sur le serveur destiné à la Russie d’acheter du temps de jeu pour StarCraft II après l’avoir acheté à prix réduit, cette version spécifique incorporant un temps de jeu limité, les clients de cette région peuvent donc au choix jouer en payant des recharges de temps de jeu (quelque peu comparable à ce qui est possible pour World of Warcraft), ou alors payer le jeu en version complète (ou mettre à jour la version limitée) afin de pouvoir jouer sur le serveur sans aucune limitation de temps.

Les joueurs coréens disposent d’un large éventail de possibilités : il leur est possible de jouer depuis des cybercafés, d’acheter le jeu au tarif standard, ou même de jouer légalement sans devoir acheter le jeu (téléchargement gratuit de la version dématérialisée), pour autant qu’ils soient abonnés à World of Warcraft et ce jusqu’à ce qu’ils résilient leur abonnement (ou interrompent le payement mensuel).
En revanche, les clients occidentaux ne peuvent pas acheter du temps de jeu. Pour jouer, ils doivent obligatoirement acheter le jeu complet. À noter toutefois que les clients ayant acheté la version boîte de StarCraft II disposent de deux « passes invités » utilisables pour StarCraft II ainsi que deux autres pour World of Warcraft. Chaque « passe invité » StarCraft II permet de jouer sur le serveur pendant un total de 7 heures, endéans les deux semaines une fois l’activation de ce temps de jeu. Les « passes invités » World of Warcraft donnent accès à 10 jours. Passé ce délai, le bénéficiaire d’un « passe invité » devra acheter le jeu s’il désire poursuivre sa progression dans le jeu, l’utilisation de son compte ou personnage restant conditionné par les spécificités du jeu en question, toutefois, les serveurs conservent cette progression pour une durée indéterminée.
Il est possible de consulter le profil d’un compte StarCraft II depuis le serveur web, orienté réseau social, pour autant qu’on connaisse le pseudonyme et l’identifiant du joueur. Ce profil comporte les mêmes informations que celles disponibles depuis l’interface du jeu, par exemple la liste des hauts-faits accomplis, le classement dans les diverses catégories du Ladder, l’historique des parties jouées, l’avatar sélectionné, etc. ; en outre, il est possible par ce biais d’accéder aux messages postés par ce joueur sur le forum officiel.

## Jeux jouables via Battle.net

### Battle.netclassic
- Diablo
- Diablo II et son extension Diablo II: Lord of Destruction
- StarCraft et son extension StarCraft: Brood War, migré vers la nouvelle mouture depuis la sortie de la version « Remastered », le 14 août 2017
- Warcraft II (Battle.net Edition uniquement)
- Warcraft III et son extension Warcraft III: The Frozen Throne, migré vers la nouvelle mouture depuis la sortie de la version « Reforged », le 28 janvier 2020

### Nouvelle mouture de Battle.net
- StarCraft II (sorti le 27 juillet 2010)
- Diablo III (sorti le 15 mai 2012)
- World of Warcraft (intégration depuis le patch 3.3.5)
- Hearthstone: Heroes of Warcraft (sorti le 11 mars 2014)
- Heroes of the Storm (sorti le 2 juin 2015)
- Overwatch (sorti le 24 mai 2016)
- Destiny 2[12] (sorti le 6 septembre 2017 mais plus disponible depuis 2019 et l'indépendance de Bungie Studios du studios Blizzard-Activision)
- Call of Duty: Black Ops IIII[13] (sorti le 12 octobre 2018)
- Call of Duty: Modern Warfare (sorti le 25 octobre 2019)
- Crash Bandicoot 4: It's About Time (sortie sur PC prévue le 26 mars 2021)